# Années 1250
Les années 1250 couvrent la période de 1250 à 1259.

## Événements
- 1248-1254 : échec de la septième croisade[1].

- Vers 1250 :

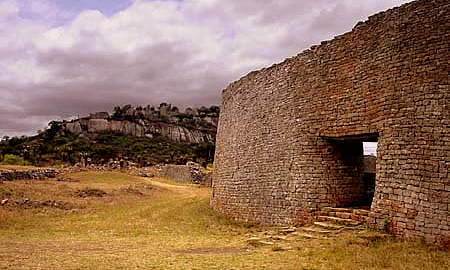
Grand Zimbabwe

  - des peuplades d’origine shona (Bantou) s’installent sur le territoire occupé par les mineurs batonga, au Botswana[2]. Ces Shonas auraient soumis les mineurs et seraient les premiers constructeurs de la ville de Zimbabwe.
  - Savea mène avec succès une rébellion pour libérer les Samoa de l'autorité de l'Empire Tu'i Tonga. Il fonde ensuite la dynastie Malietoa[3].
  - sépulture du roi Roy Mata, puissant chef mélanésien, sur l’île de Retoka, avec 35 victimes sacrificielles (date approximative)[4].
- 1250 : les Mamelouks renversent la dynastie Ayyubide en Égypte[5].
- 1252-1259 : L'empire mongol conquiert le Yunnan (1252-1253), attaque la Chine des Song (1258-1259) et soumet la Corée (1258) et l'Annam (1257-1258) au tribut[6].
- 1256 : Houlagou Khan fonde l'empire des Ilkhans en Iran et en Irak. Il prend Alamut et met Bagdad à sac (1258)[7].
- 1257 : éruption du Samalas, responsable d'un hiver volcanique[8].
- 1259–1260 : invasion de la Syrie par les Mongols[5].

### Europe
- 1250-1260 : l'enseignement d'Averroès débute en France[9].
- Vers 1250 :
  - la Pologne est divisée en une douzaine de duchés : Poméranie de Gdańsk, duchés de Poznań et de Gniezno, duchés de Cujavie (subdivisé en deux), de Mazovie, de Cracovie et de Sandomierz, plus les quatre duchés de Silésie. La Grande-Pologne et la Mazovie souffrent des invasions des Lituaniens païens. La terre de Lubusz est perdue par la Grande Pologne au profit des Askaniens, maîtres du Brandebourg[10].
  - Russie : création des diocèses de Loutsk, en Volhynie (avant 1250) et de Tver (après 1250)[11].
- 1250-1290 : les Sémigales (Zemgales) sont les derniers peuples baltes à résister aux chevaliers teutoniques ; en 1290 une partie d’entre eux se soumet tandis que l'autre se réfugie en Lituanie[10].
- 1250-1273 : Grand Interrègne dans l'Empire ; en Italie, les luttes entre Guelfes et Gibelins continuent[12].
- 1250 : début du règne des Folkungar en Suède. Il marque l’affirmation de l’autorité royale, soutenue par l’Église, et la création d’un État. Le système fiscal est profondément modifié. Le roi précise le statut de la noblesse qu’il exempte d’impôts. Cette noblesse va coopérer avec le pouvoir royal. Un régime féodal commence à s’instaurer. La période est marquée par un développement très rapide de la civilisation urbaine[13].
- 1251 : croisade des pastoureaux[14].
- 1253-1263  : Mindaugas premier roi de Lituanie[15].

- 1254 : le parlement de Paris est mentionné pour la première fois. L’accroissement des prérogatives royales dans le domaine judiciaire oblige une partie de la cour à siéger en sessions temporaires et à s’adjoindre des conseillers et des juges[16].
- 1256-1274 : crise entre l’Église et la royauté au Danemark[17].

## Personnages significatifs

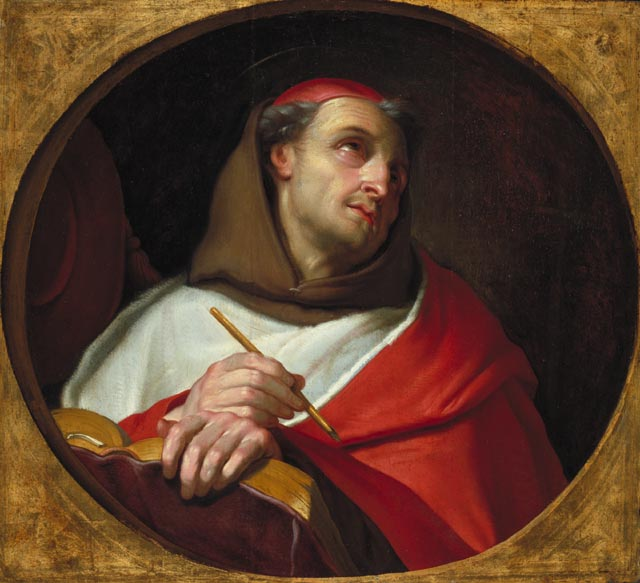
Bonaventure de Bagnorea

### Culture et religion
- Albert le Grand - Pierre Lombard - Roger Bacon - Bonaventure de Bagnorea - Gérard de Borgo San Donnino - Guillaume de Rubrouck - Jean de Parme - Sibt Ibn al-Jawzi - Thomas d'Aquin

### Politique
- Alexandre Nevski - Al-Musta'sim - Al-Mustansir - Alphonse X de Castille - Alphonse de Poitiers - Alphonse III de Portugal - Batu - Baïdju - Béla IV de Hongrie - Boleslas V le Pudique - Birger Jarl - Charles d'Anjou - Chajar ad-Durr - Conradin - Håkon IV de Norvège - Henri III d'Angleterre - Houlagou Khan - Jacques Ier d'Aragon - Kubilai Khan - Louis IX de France - Manfred Ier de Sicile - Michel VIII Paléologue -  Mindaugas - Mongke - Ottokar II de Bohême - Soundiata Keïta - Théodore II Lascaris - Töregene - Trần Thánh Tông